# Nenad Gajin
Nenad Gajin (Jagodina, 28. oktobar 1976) je srpski džez, pop, rok, etno i bluz gitarista. Jedan je od retkih umetnika koji je sledi sopstveni jasno određeni solistički put, a istovremeno je tražen kao saradnik drugih zvezda. Od početka svoje karijere je bio žanrovski i stilski vrlo svestran, a pravci muzike u kojima se najviše istakao su: jazz, rock, funk, pop, brazilska muzika (samba, bossa nova), muzika zapadne Аfrike i Maghreba kao i tradicionalna muzika Balkana.

## Biografija
Već sa 11 godina se zainteresovao za sviranje gitare pored brata Aleksandra Aleza koji je u to vreme pevao u bendu Etiopija, a sa nepunih 14 godina počinje da svira javno u rodnoj Jagodini, sa bendovima kao sto su: Etiopija, Pure, Crni Lilihip, Kaiser.
U Бeograd se seli 1998. godine gde počinje da svira u klubu Plato и SKC-u sa bendom Miloša Petrovića, Vasila Hadžimanova, Nenada-Neše Petrovića, Branka Markovića... Tokom 1999. godine snima album Slobodana Trkulje, Prizivanje kiše.
Nakon toga počinje da nastupa u beogradskoj verziji Zabranjenog Pušenja sa Neletom Karajlićem, na turneji Ja nisam odavle. Bend kasnije menja ime u The No Smoking Orchestra na čelu sa Emirom Kusturicom u kojem je svirao od 1999. godine pa se tako pojavio i u dokumentarnom filmu (Super 8 stories - Emira Kusturice), a učestvovao je i u stvaranju muzike za njegove filmove Crna mačka, beli Mačor, Život je čudo i  već pomenuti Super 8 stories. Takođe, učestvovao je na turnejama sa bendom po Rusiji, Kanadi, Južnoj Americi i širom Evrope. Kao najveći uspeh može se izdvojiti koncert Primo maggio u Rimu pred 400.000 ljudi, kao predgrupa Kompaj Segundu, Eriki Badu i ostalim zvezdama za 1.maj 2001.g.
Za to vreme paralelno radi kao studijski muzičar u Beogradu, gde nakon snimanja albuma Decenija  Svetlane Cece Ražnatović, 2002. godine svira koncert na stadionu Crvene zvezde, sa istoimenom folk zvezdom, pred više od 60.000 ljudi.
Nakon trogodišnje saradnje sa Emirom Kusturicom and TNSO, 2002. godine dobija stipendiju Britanskog časopisa Total Guitar Magazine i seli se u London gde pohađa čuveni London Guitar Institute , gde godinu dana kasnije, dobija nagradu studenta godine i upisuje trogodišnje studije, kao stipendista Thames Valley univerziteta .
Tokom studiranja nastupao je na Birmingemskom sajmu muzičke opreme , kao i London Guitar Expo-u , promovišući svoju školu u holu Wembley Arene sa svojim triom, u kome su u tom trenutku, članovi dva profesora sa akademije (Alan Mian na bas gitari i Justin Scott na bubnjevima).
Radio je sa producentima kao što su Majk Nilsen (Jamiroquai, Underworld...) i Yak Bondi (Lisa Stansfield, Spice Girls...), sa kojim je radio na EP-ju Crickets Sing For Anamaria pevačice Eme Banton , i čuvenom boys bandu S Club 7 .
Sarađivao je i sa eminentnim imenima Londonske Drum’n bass scene kao što je Rocky Singh (bivši bubnjar Asian Dub Foundation-a) na njegovom projektu Left Hand Drive, takođe i sa Flexie, Miss Trouble i sa bubnjarem gitarskog heroja Steve Vai-a, Pete Zeldmanom.
Pridružuje se i bendu Shaz Rocket-a, talentovanog pevača i glumca koji u tom trenutku vodi jam session, svakog utorka u Pop Baru, u poznatom kvartu Soho u Londonu.
Sa pevačicom Juliet Russell, svira promociju knjige Musician Keith Shadwick-a , i koncert Proslava rođendana Jimmija Hendriksa u sklopu izložbe neobjavljenih fotografija u njegovom bivšem stanu u ulici Brooke Street u Londonu.
Nakon dve godine boravka u Londonu, Nenad je proveo 6 meseci u Los Anđelesu, gde je svirajući stekao značajno iskustvo i upoznaje neke od svojih uzora, kao što su Miroslav Tadić, Gary Novak, Scott Henderson, Jimmy Earl, Scott Kinsey a sa Mikanom Zlatkovićem, upoznaje scenu u San Diegu i počinje da svira na nedeljnom nivou.
Zatim se nakratko vratio u Beograd 2005. godine gde je sa Đorđem Miljenovićem učestvovao u snimanju rok opere Zagađenje u Japanu  i započinje saradnju sa Željkom Joksimovićem sa kojim snima album IV  i svira turneju po Srbiji i Evropi do sredine 2006. godine.
Sa Slobodanom Trkuljom i Balkanopolis Band u saradnji sa Beogradskom filharmonijom i Metropol Orkestrom iz Holandije u Centru Sava u Beogradu, svira koncert koji je objavljen kao DVD.
Nakon toga se 2007.g. preselio u Pariz gde do danas živi, radi i gradi uspešnu međunarodnu karijeru najviše u Džez vodama. Postao je jedan od najaktivnijih i najtraženijih gitarista u Francuskoj. U tom gradu 2008. godine počinje da svira u prestižnom kabareu Trois Mailletz u latinskoj četvrti, kao član benda istoimenog lokala. Malo nakon toga, postaje aktivan na jam session-ima u klubovima kao što su Le Baiser Sale, Sunset, Sunside, Duc des Lombards, Caveau des Oubliettes u Parizu gde upoznaje jazz scenu.
Njegov prepoznatljiv izraz na gitari ga 2010. godine dovodi do prvog ozbiljnog ugovora. Trubač Ibrahim Maalouf, poreklom iz Libana, poziva ga u bend, kome se pridružuje i provodi naredne 2 godine na turneji širom sveta promovišući album Diachronism . Treba napomenuti da gotovo ne postoji veći jazz festival u Evropi, gde Nenad nije nastupao za samo 2 godine rada sa Ibrahimom (North Sea Jazz, Marciac, Juan Les Pins, Jazz a Montreaux, Jazz a Vienne, Cully Jazz Fest, Paris Jazz Festival, Montreal Jazz Festival...). Više puta se našao na istim festivalima i binama, rame uz rame sa svojim uzorima, kao sto su Pat Metheny, George Benson, John Scofield, Marcus Miller i mnogim drugima. Isti bend svira najveću dodelu jazz nagrada (Victoires de Jazz) u Juan les Pins-u, gradu na jugu Francuske, gde Ibrahim Maalouf dobija nagradu za najboljeg jazz muzičara 2011. godine.
Od 2011. godine se pridružuje bendu legendarnog Senegalskog bubnjara Mokhtara Sambae (Joe Zawinul,Carlos Santana, Alpha Blondie, Salif Keita...) sa kojim povremeno svira i dan danas.
Na poziv poznatog dirigenta Farid Aouameur-a, odlazi više puta za Alžir, gde svira sa Alžirskim Nacionalnim orkestrom, poznatu TV emisiju Alhan Wa Chabab  koja mu nakon toga otvara mogućnost da više puta drži seminare (master classes) u Alzeu na Muzičkoj akademiji.
Iste godine sa Senegalskim pevačem, Woz Kali-jem nastupa na najvećem world music festivalu u Africi (Pan African Fest).
Takođe se iste godine pridružuje bendu pevačice Mayre Andrade na njenoj svetskoj turneji i promociji albuma Studio 105.
Posle uspešne audicije, 2012. godine, dobija poziciju solo gitariste u bendu Grand Corps Malade-a, čuvenog Francuskog poete i kantautora, sa kojim svira četiri godine na skoro svim francuskim govornim područjima (Kanada, ostrvo Reunion, Mauricijus, Senegal, Maroko, Alžir, Tunis, kao i u svim većim salama i na festivalima u Francuskoj.
U periodu 2013-2015. godine nastupao je sa popularnom francuskom pevačicom Indilom, sa kojom je u sklopu njene evropske turneje gostovao i u Beogradu u Kombak areni 26. maja 2015.
Godine 2014. gostovao je na uživo snimanom albumu Hornsman Coyota - Soulcraft.
Nakon koncerta sa Bojanom Zulfikarpašićem na festivalu North City u Kosovskoj Mitrovici upoznaje Karim Ziad-a (Zawinul Sindicate, Cheb Mami, Khaled), koji u tom trenutku svira sa Bojanom i dobija mesto gitariste u njegovom bendu Ifrykia, sa kojim svira i dan danas.
Sa Nenadom Vasilićem, priznatim kontrabasistom iz Beča, ima niz zapaženih nastupa u Austriji (Beč, Grac, Linc) i Srbiji (Studio M-Novi Sad, Dom Omladine Beograda i Dom Vojske-Niš) iste godine.
Na poziv Emile Parisien-a, poznatog Francuskog jazz saksofoniste, priključuje se bendu Eric Serra-e, umetnika svetskog renomea, poznatog po saradnji sa režiserom Luc Besson-om i kompozitorom muzike za filmove kao što su (Big Blue, Nikita, Golden Eye 007, Fifth element, Leon the professional) i svira veliku turneju po Rusiji i Ukrajini.
Tokom 2015. godine nastavlja saradnju i putuje sa Francuskim slamerom, Grand Corps Malade na promociji albuma Funambule.
Mayra Andrade, pevačica sa ostrva Cape Verde, sa kojom je Nenad ranije saradjivao, poziva ga na turneju i promociju albuma Lovely difficult  sa kojom odlazi na putovanja i prvi put svira u Japanu i Koreji iste godine.
Te godine upoznaje i Lisu Simone, ćerku legendarne pevačice Nine Simone sa kojom svira desetak koncerata u Francuskoj i Švajcarskoj, a takođe putuje i svira mini turneju sa Aziz Sahmaoui and University of Gnawa, u Francuskoj, Nemačkoj i Austriji.
Tokom 2016-2017. godine, pridružuje se bendu Guillaume Perret-a, po imenu Electric Epic sa kojim svira najpre 60 koncerata po Francuskoj a zatim i prvu Kinesku turneju (Peking, Shangai, Wuhan) organizovanu od Francuskog kulturnog centra u Kini. Posle toga bend nastavlja jako uspešnu turneju po Evropi, i obilazi sve poznate festivale po Belgiji, Holandiji, Nemačkoj, Švajcarskoj, Španiji i Portugaliji.
Iste godine, svira i sa Hugh Coltman-om, bivšim pevačem Britanskog benda The Hoax na turneji njegovog nagrađenog albuma u Francuskoj The shadows of Nat King Cole.
Posle koncerta u Beogradu i susreta sa prijateljima iz benda Hindi Zahra-e, njena produkcija poziva Nenada da se pridruži grupi i odsvira desetak koncerata u Tunisu, Italiji i Grčkoj.
Na poziv prijatelja David Aubaile-a sa kojim svira u bendu Karim Ziada, dobija šansu da svira sa Alžirskom Rai zvezdom Cheb Khaled-om, i to u Saudijskoj Arabiji u Džedi. Koncert je poznat po tome, da nikada ranije ni jedna inostrana zvezda nije gostovala u toj zemlji.
Iste godine nastavlja se turneja po Francuskoj i snimanje sa Bojanom Zulfikarpašićem sa njegovom kvartetom Modern Times.
Godine 2018. dobija šansu da bude u bendu Britanskog mjuzikla Bodyguard posvećenom Whitney Houston, iz istoimenog filma. Mjuzikl se posle Londona, Broadwaya i Las Vegasa daje i u Parizu, u Palais des Sport, gde Nenad sa bendom svira 40 koncerata.
Sa saksofonistom Guillaume Perret-om, snima gitare za dokumentarni film o Francuskom kosmonautu u svemiru 16 Levers du Soleil.
Sa rock pevačicom Amandine Bourgeouis, svira desetak koncerata u Francuskoj, uglavnom na festivalima kao i sa Cheb Khaledom u Kataru, Maroku i Francuskoj.
Na poziv benda Emira Kusturice, pridružuje im se od marta 2019. i kreće veliku svetsku turneju, počevši od Švajcarske, Francuske, Španije, Portugalije, Britanije, Emirata i veliku Rusku turneju tokom 2020. godine, zaključno sa decembrom 2021.
Sa Francuskom soul i funk zvezdom, Sly Johnson-om, Nenad svira više koncerata iste godine u Francuskoj.
Nakon toga prlkjučio se bendu Francuske pevacice Zaz na Organique turneji širom sveta 2022-2023.

## Diskografija
Prvi solo album ''KEC'' objavljen je u septembru 2008. godine za američkog izdavača pod nazivom Xpanse Publishing  i dostupan je na Amazonu.
Na albumu su učestvovali: Nenad Gajin (akustična i električna gitara), Bojan Z (piano i ksenofon), Vasil Hadžimanov (piano), Aleksandar Banjac (kej), Marko Đorđević (bubnjevi), Mokhtar Samba (bubnjevi), Omar El Barkaoui (bubnjevi), Hadrien Feraud (bas), Vladimir Samardžić (bas), Ištvan Mađarić (bas), Slobodan Trkulja (saksofon i kaval).
Trenutno je aktivan na više različitih projekata kao i na pripremaju svog drugog albuma.

## Oprema
Električne gitare Ibanez modeli AR300, AF125 
Pojačala DV mark 
Mad Professor pedale 
Godin akustične gitare 

## Spoljašnje veze
- Facebook stranica
- Instagram stranica
- Discogs stranica
- Youtube stranica
- Myspace stranica
- IMDB stranica
- Last FM stranica
- Kraća biografija na engleskom jeziku
- Kraća biografija na engleskom jeziku Архивирано на веб-сајту  (11. новембар 2020)
- Nekoliko numera sa albuma Kec
- GettyImages
- Novi Put - Coca večeras svira za Jagodince